# Otoe County
Otoe County ist ein County im Bundesstaat Nebraska der Vereinigten Staaten. Der Verwaltungssitz (County Seat) ist Nebraska City, das nach dem indianischen Ausdruck für den Platte River benannt wurde.

## Geographie
Das County liegt im äußersten Südosten von Nebraska, grenzt im Osten an Iowa und Missouri und hat eine Fläche von 1603 Quadratkilometern, wovon 9 Quadratkilometer Wasserfläche sind. Es grenzt im Uhrzeigersinn an folgende Countys: Cass County, Nemaha County, Johnson County, Gage County und Lancaster County.

## Geschichte
Otoe County wurde 1854 gebildet. Benannt wurde es nach dem gleichnamigen Indianervolk.
Ein Ort im County hat den Status einer National Historic Landmark, das J. Sterling Morton House. 26 Bauwerke und Stätten des Countys sind insgesamt im National Register of Historic Places eingetragen (Stand 11. Februar 2018).

## Demografische Daten

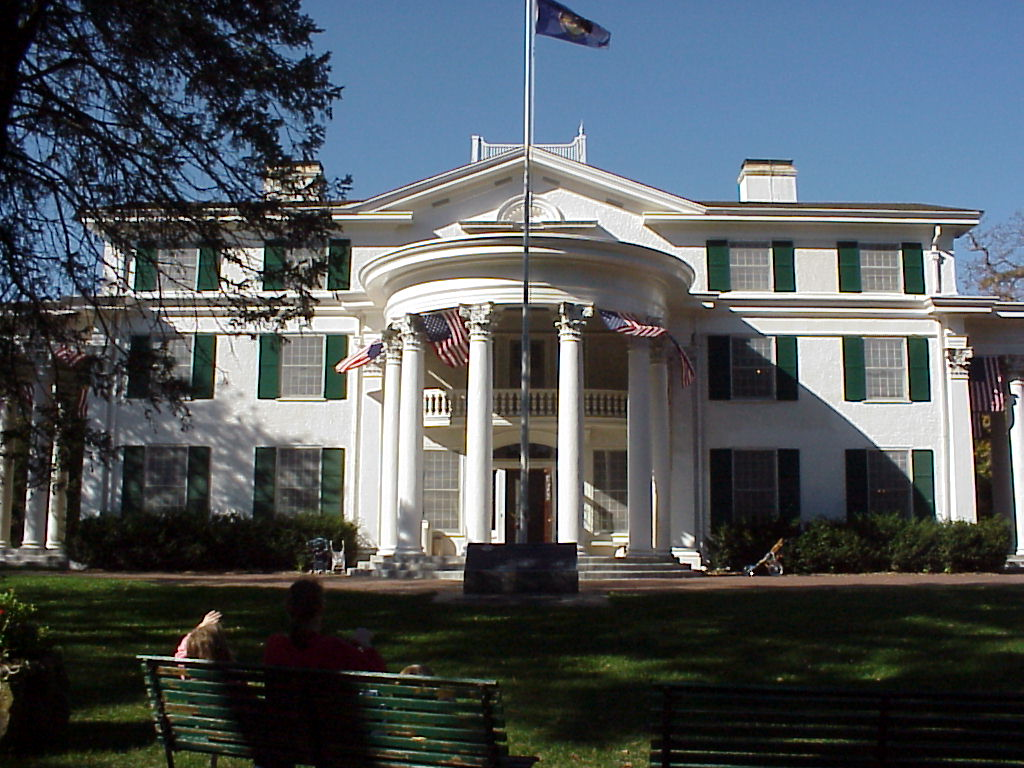
Arbor Lodge, gelistet im NRHP

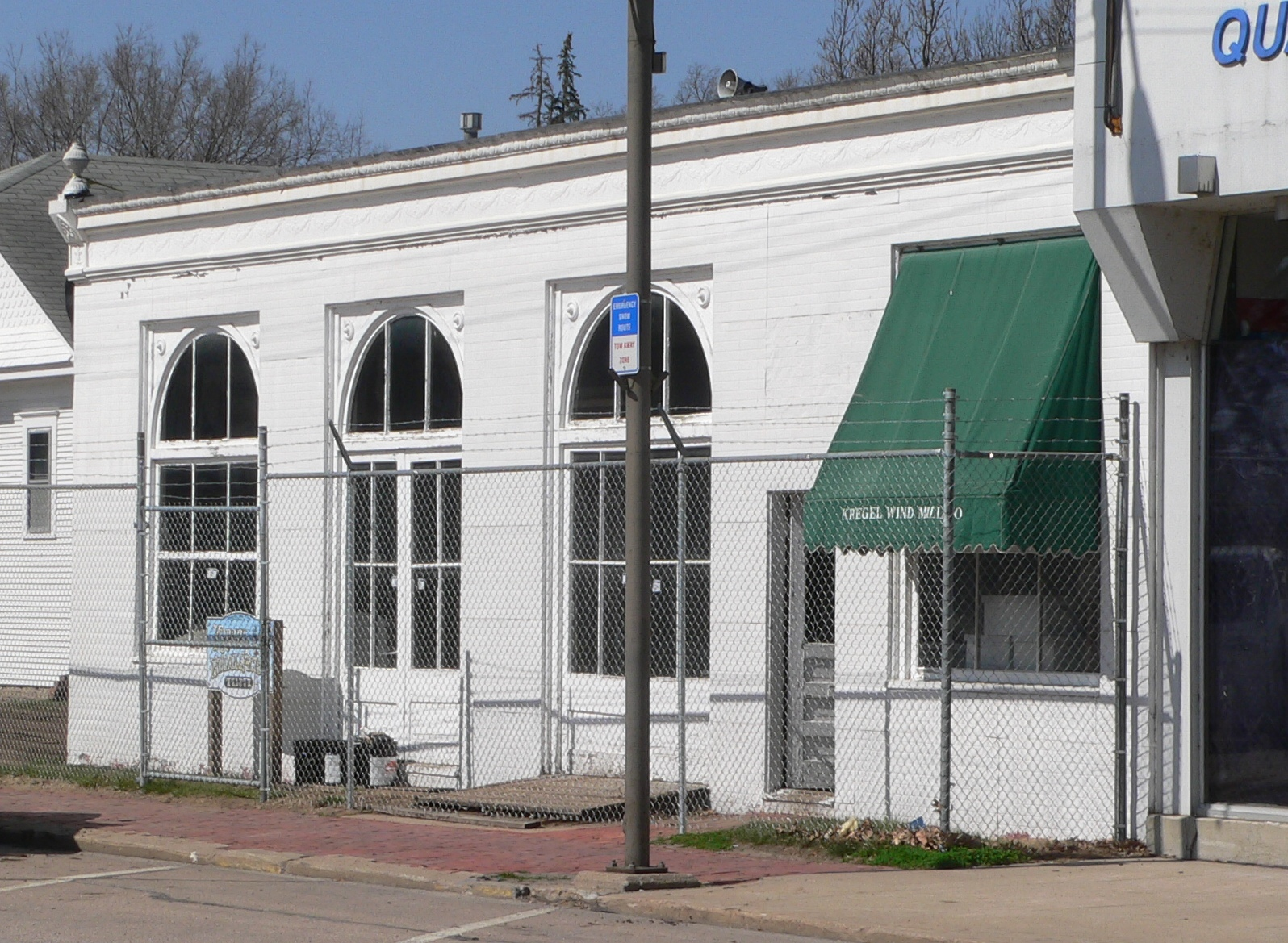
Kregel Wind Mill Company, gelistet im NRHP

Nach der Volkszählung im Jahr 2000 lebten im Otoe County 15.396 Menschen. Davon wohnten 360 Personen in Sammelunterkünften, die anderen Einwohner lebten in 6.060 Haushalten und 4.229 Familien. Die Bevölkerungsdichte betrug 10 Einwohner pro Quadratkilometer. Ethnisch betrachtet setzte sich die Bevölkerung zusammen aus 97,42 Prozent Weißen, 0,29 Prozent Afroamerikanern, 0,22 Prozent amerikanischen Ureinwohnern, 0,25 Prozent Asiaten, 0,03 Prozent Bewohnern aus dem pazifischen Inselraum und 1,14 Prozent aus anderen ethnischen Gruppen; 0,65 Prozent stammten von zwei oder mehr Ethnien ab. 2,45 Prozent der Bevölkerung waren spanischer oder lateinamerikanischer Abstammung.
Von den 6.060 Haushalten hatten 32,5 Prozent Kinder und Jugendliche unter 18 Jahre, die bei ihnen lebten. 59,7 Prozent waren verheiratete, zusammenlebende Paare, 7,2 Prozent waren allein erziehende Mütter, 30,2 Prozent waren keine Familien, 26,4 Prozent waren Singlehaushalte und in 14,1 Prozent lebten Menschen im Alter von 65 Jahren oder darüber. Die Durchschnittshaushaltsgröße betrug 2,48 und die durchschnittliche Familiengröße lag bei 3,01 Personen.
Auf das gesamte County bezogen setzte sich die Bevölkerung zusammen aus 26,3 Prozent Einwohnern unter 18 Jahren, 6,4 Prozent zwischen 18 und 24 Jahren, 26,1 Prozent zwischen 25 und 44 Jahren, 22,8 Prozent zwischen 45 und 64 Jahren und 18,3 Prozent waren 65 Jahre alt oder darüber. Das Durchschnittsalter betrug 40 Jahre. Auf 100 weibliche Personen kamen 96,2 männliche Personen. Auf 100 Frauen im Alter von 18 Jahren oder darüber kamen statistisch 91,8 Männer.
Das jährliche Durchschnittseinkommen eines Haushalts betrug 37.302 USD, das Durchschnittseinkommen der Familien betrug 45.295 USD. Männer hatten ein Durchschnittseinkommen von 30.682 USD, Frauen 21.520 USD. Das Prokopfeinkommen betrug 17.752 USD. 5,9 Prozent der Familien und 8,1 Prozent der Bevölkerung lebten unterhalb der Armutsgrenze. Darunter waren 9,3 Prozent der Kinder und Jugendlichen unter 18 Jahren und 7,7 Prozent der Senioren ab 65 Jahren.

## Orte im County
- Burr
- Douglas
- Dunbar
- Elberon
- Lorton
- Minersville
- Nebraska City
- Otoe
- Palmyra
- Paul
- Syracuse
- Talmage
- Tangeman
- Unadilla
- Wyoming